# ショートメッセージサービス
ショートメッセージサービス（英: Short Message Service、SMS）とは、携帯電話やスマートフォン同士で短いテキスト（文章）によるメッセージを送受信するサービスである。テキストメッセージ（英: text message）と呼ばれる場合もある。

## 概要
1984年にフィンランド人のマッティ・マッコネンが、GSM携帯電話のサービスのひとつとしてSMSを発案。1992年12月にイギリスの携帯電話会社「ボーダフォン」のエンジニアがSMSの送受信に初めて成功した。
その後、欧州電気通信標準化協会（ETSI）がSMSを国際標準規格に採用し、ほぼ世界共通（日本を除く）のテキスト・メッセージサービスとして定着した。国際電気通信連合（ITU）によると、全世界で2010年に発信されたSMSの総数は、6兆1000億通に達した。
SMSは、電話番号宛に送信する。プッシュ型電子メールと同様に、携帯電話の電源が入っていれば自動的に受信する。メッセージは、SMSセンター(SMSC)を経由して送られる。送信先が圏外の場合は、受信可能になった時に再度送信される。GSM/W-CDMAのSMSでは、1回のメッセージで送信可能な文字数は最大140オクテットまでで、文字コードには「GSM 7ビット標準アルファベット」とUCS-2を使用できる。前者を使用した場合、最大文字数は160文字である。UCS-2を使用した場合、ラテン文字のほか漢字やキリル文字、アラビア文字など様々な文字を送受信できるが、送受信する端末が対応している必要がある。この場合は最大70文字となる。また、SMSはGSM(3GPP系)でもCDMA(3GPP2系)でも、仕様の上での配達保証はない。すなわち、携帯電話の電源をオフにしていたり圏外にいる期間が、2-3日以上あると、その後、携帯電話を圏内に持っていってもメッセージは残っている保証はない。これは仕様上、滞留しているメッセージをSMSC側で消去することが認められているためである。
携帯電話のメッセージ・システムとしては、MMSやeメールがトラフィック・チャネルを使用するのに対して、SMSおよび拡張メッセージサービス（EMS）は、信号チャネルだけで伝送されトラフィック・チャネルは使用しない。このため、待受状態や通話中でも着信可能であり、メッセージのバイト単価が安く、近代的な携帯電話網では即時性が高い。また、SMSは、テキストメッセージとしての利用以外に、マルチメディアメッセージングサービス（MMS）、WAP Push、プッシュ型電子メール、ボイスメール通知、インスタントメッセージの実装、OTA（オーバー・ジ・エア）プロビジョニング、さらには、各種オンラインサービス・アカウントの二段階認証などにも使用されている。
2008年11月、英「エコノミスト」誌は、SMSの世界中での成功に対して、発明者のマッコネンに「イノベーション賞」を授与した。
なお、SMSは、技術規格から生まれた技術者用語で、より一般消費者向けの用語として、当初はテキストメッセージとの呼称が用いられていた。同じような用語として、MMSに対する、ピクチャーメッセージがある。しかし現在では、SMSという用語はより一般に浸透していて、普通に使われている。

### 字数制限の緩和
2000年代に3GPPの仕様が改訂されて、連結SMS(英語ではConcatenated SMS)が可能となった。これは、SMSのペイロード140オクテットから6オクテットを連結制御用のフィールドに割り当て、最大255連結することが出来るようにした。255連結の場合、符号化方法により、17085文字(UCS-2)あるいは39015文字(GSM 7bit)まで記述できる。連結SMSの作成、分割、組み立ては、送信端と受信端でおこなわれて、携帯電話網の上を長大なパケットが流れるわけではなくてパケットサイズは従来と同じで配送メカニズムも従来どおりである。3GPP仕様の上では、最大255連結可能だが、実際には、オペレータまたは端末メーカーが、送信元（端末、SMSCのインターネットI/F）の仕様を255より遥かに低い値で設定しているので、255連結のメッセージを作成できることは、ほとんどない。連結SMSに対応していない古い端末では、バラバラに流れてくるメッセージを組み立てて連結することができないので、ひとつのメッセージとして読むことは出来ない。

## 世界のSMS
SMSは全世界で、携帯電話を利用して短いテキストを送受信する際の主流の通信手段である。第二世代携帯電話規格の主流であるGSMとCDMAでは、業界標準の端末認定仕様であるGCFやCDGの基準を満たすにはSMSの実装が必要で、テレメトリー（遠隔測定）用などを除いたほぼ全ての端末が装備している。世界的には実質この二つのみが標準仕様なのでゲートウェイの開発は困難ではなく、通信規格やキャリア（通信会社）さらには国をまたいで電話番号のみでのメッセージ交換が可能となっている。
携帯電話のサービスとしては通話よりも安価なため、若い世代を中心にSMSの送受信が頻繁に行われるようになった。
携帯電話の高機能化の過程で、携帯電話のメッセージサービスは、文字の大きさを変えたり画像や音声、簡単なアニメーションなどを入れたりできるようにしたEMSや、さらにカラー画像や動画を入れられるようにしたマルチメディアメッセージングサービス（MMS)が後に導入された。しかし、両側の端末の対応が必要なEMSやサーバーが必要なMMSに対し、SMSは全てのGSM/CDMA端末に必ず実装されており、メッセージあたりの単価が大幅に安く、かつ即時性が高いため、携帯端末間の短文通信では、依然として主流である。
また短文の送受信しか出来ないため、使用言語によって様々な略語が用いられる。例えば、英語の場合は、U（you）、R（are）、BTW（by the way）、WBASAP（write back as soon as possible）、CUL（see you later また後で）などが使われ、texting（SMSを使用中、SMSで送る）などの言葉も生まれた。
従来の携帯電話からスマートフォンが主流の時代になり、様々なインスタントメッセンジャーが開発、利用されるようになった。代表的なものには、WhatsApp、Facebook Messenger、WeChat、LINE、カカオトーク、Signalなどがあげられる。しかし、それらのアカウントを開設する場合に、SMSでの本人確認を求められることが多い。
SMSは、携帯端末同士のメッセージの交換に止まらず、インターネットオークションの通知メッセージ、テレビ番組が企画する人気投票、視聴者の投稿、世論調査、銀行のオンライン口座やソフトウェア・ライセンスのPINコード認証などにも用いられている。パスワードよりも強固な二段階認証として各種サービスを使用する前に、SMSにコードを送付する用途も多くある。

## 日本のショートメッセージ・サービス
日本はSMSの対応が遅く、キャリア間のSMS送信も海外と比べて遅れを取った。その代わり日本の携帯端末は独自の進化をし、高機能化とEmailサービスが拡充されていた。

### 2G/PDC時代（1990年代）
1996年に日本で初めてSMSが開始された。1997年後期に新たに三社の携帯電話事業者でショートメール・サービスが開始されると、それまでブームにあったポケベルは急速に駆逐され、若者に新たな文字コミュニケーション文化を誕生させた。
日本では電話番号でメッセージを送受信するこのサービスを当初文字メッセージ・サービスと呼ぶことが多かった。日本での第2世代移動通信システムの時代には、NTTドコモ・グループ/デジタルフォン・グループ/ツーカーフォン・グループの「PDC」、IDO/セルラーフォン・グループのCDMA、およびPHSと規格が並立した。このうち、IDO/セルラーフォン・グループのCDMAのSMSは世界仕様のひとつであり、本来国外とのやりとりは問題なかった。しかし、ユーザーが第一に求める国内・他事業者のユーザーとのメッセージ交換ができず、SMSの最大の利点である「電話番号のみでのテキスト交換」は失われてしまった。
- 1996年4月
  - ショートメッセージ・サービスが開始された。
  - DDIセルラー（その後のau関西地域など）のPDCサービス セルラー文字サービス
- 1996年11月20日
  - DDIポケットのPメールが開始。Pメールは20文字まで送受信
- 1996年12月
  - アステルのAメール
- 1997年4月
  - ドコモPHSのきゃらトーク・きゃらメール
- 1997年5月
  - モジトーク（1997年5月）
- 1997年6月
  - 携帯電話各社がサービスを開始。
  - NTTドコモのmovaのショートメール、SoftBankおよびY!mobileのSMS、KDDI・沖縄セルラー電話（au）のSMS（Cメール）・SMS（i）、
- 1997年9月
  - 日本移動通信（IDO、その後のau関東・中部地域）のPDCサービスで提供されていたプチメール
- 1997年11月
  - デジタルホン・デジタルツーカーのスカイメール
- 1999年1月頃
  - たのしメールDDI-セルラーグループ（現在のau)
- 1999年6月～1999年12月
  - スカイメールで、デジタルツーカー、デジタルホンとツーカー各社との事業者間でメッセージが可能になった。
  - 1999年8月にデジタルツーカーとデジタルホンが日本テレコム傘下になり、同年10月に「J-フォン」を冠した商号に変更。ツーカー3社は第二電電に譲渡。
  - なお、ツーカーはスカイメールを2008年3月31日にサービス終了。ソフトバンクはスカイメールを2010年3月31日に終了。

### 3G時代（2000年代）
日本では通信方式の規格が乱立し、SMSの最大の利点である「電話番号のみでのテキスト交換」が、携帯会社が違うと行えないという状況となった。それに代わり、日本でのメッセージ・サービスとしては、携帯電話事業者所有のドメインをメールアドレスとしたキャリアメールが主に使われた。歴史的内容となるので、各社のEメールサービスに付いても記載する。
第3世代移動通信システムでは、日本の各社も世界標準のW-CDMAかcdma2000を採用し、これらの端末はSMSの実装がなければ、業界標準の端末認定試験をパスできないのでSMSを実装していたが、ひきつづき日本国内では事業者間を跨いでメッセージの送受信が出来なかった。
- 1999年2月
  - NTTドコモがEメールサービス、iモードとともにiモードメールを開始。movaでは全角テキスト250字までの送受信。データ量に応じたパケット通信のため安く送信ができた。
- 1999年4月14日
  - DDI-セルラーおよびツーカーセルラーは、EZwebを開始した。cdmaOne/PDC用
- 1999年4月頃？
  - IDOは、EZaccessを開始。
  - EZaccessのメールアドレスは「△△△@ez▲.ido.ne.jp」。開始当初は△△△の携帯番号であったため2000年４月下旬よりシステム変更をして、Eメールネームにするようにした。その後、"EZweb" とサービス名が変更された。
- 1999年11月25日
  - ツーカーグループ（ツーカーホン関西、ツーカーセルラー東京、ツーカーセルラー東海）も「EZweb」でサービスを提供。PDCでの提供。
- 2000年6月1日
  - DDIポケット ・ライトメールを開始。全角かな漢字が45文字まで送受信可能。
- 2005年10月11日
  - 10月1日付けでKDDI本体に吸収合併されたツーカーから、同じKDDIのauへの同番移行が可能となった。
- 2006年10月24日
  - 携帯電話番号ポータビリティが開始された。
- 2007年1月16日
  - ソフトバンクがホワイトプランの提供を開始。ソフトバンク同士のSMSとMMS送受信は終日無料

### 3G→4G時代（2010年代）
SMSの規格が統一され、携帯電話のキャリアが違ってもショートメッセージの送受信が可能になった。
- 2011年6月1日
  - NTTドコモ、KDDI、沖縄セルラー電話、ソフトバンクモバイル、イー・アクセスの5社（当時）がそれぞれ提供しているSMSサービスで、2011年7月13日より相互接続が開始される事が発表され、実施された[11]。これは、海外に遅れること約10年にしての達成である。なお、NTTドコモとソフトバンクモバイルについては当初より国際SMSの提供はしていた。
- 2011年6月23日
  - LINEが日本でサービスを開始。スマートホンの連絡帳と連動し、双方が連絡帳に登録している場合は、メッセージを開始できる仕組み。SMSと違い、テキストメッセージだけでは無く、写真や映像、スタンプを送ることが出来る。
- 2011年10月12日 
  - Apple社からiMessageがリリースされた。（通信事業者が許可している場合）iOSのメッセージAppで、双方が携帯番号をiMessageに紐付けている場合は、メッセージ以外に写真や動画なども送る事ができる。iMessageで送信した場合はSMS送信料はかからず、データ通信量が消費される。iMessageを使っていない相手には、通常のSMS/MMSで送信されその場合は通信会社が規定の送信料がかかる。
- 2014年5月以降
  - NTTドコモ、KDDI、沖縄セルラー電話、ソフトバンクモバイル、イー・アクセス、ウィルコムの携帯電話・PHS事業者6社(当時)では、SMSの絵文字の共通化を行うこととなった。[12]
- 2014年10月1日
  - ウィルコム（現・ソフトバンク）のPHSでもSMSサービスを開始した。ただし、これ以後に発売される端末と従来からの端末についてはアップデート対応を行う端末に限定される。なお、SMS非対応機種へのMNP移行は不可としており、SMS対応機種（アップデート対応の端末を含む）については、カタログでは「MNP対応」とも表示されている。
- 2017年
  - これまで70文字制限だったSMSが、670文字まで引き上げられた。
  - KDDIでは2017年5月26日、NTTドコモは2017年10月30日、ソフトバンクは不明。
- 2018年
  - 次世代SMSとして「＋メッセージ」が提供され、NTTドコモ、au、ソフトバンクとサブブランドから利用出来る。リッチコミュニケーションサービス（RCS）規格に準拠したサービスで、電話番号だけで送信が出来る。ただし、SMSとの互換性は無く、＋メッセージを使用していない利用者への送信が出来なく、メッセージ作成時にSMS送信アプリに誘導される。

### 4G→5G時代（2020年代）
- 2020年4月8日
  - 楽天モバイルがサービスを開始。当初からSMS送信にはRCS規格に対応したRakuten Linkアプリを提供している。このアプリからの送信は無料となる。

Android版はこのアプリで、Rakuten Link以外のユーザーともメッセージの送受信を行える。ただし、送信元によってはSMS標準アプリに受信されることもある。iPhone版はRakuten Link同士のみ送受信が利用が可能で、それ以外の利用者との送受信は標準アプリを使用する。（送信料は有料）
- 2021年1月31日
  - ウィルコムは会社更生法の適用、その後ワイモバイルに改称。
  - PHS事業は段階的に縮小し2018年3月31日に契約新規受付を終了。
  - 2021年1月31日に日本における一般向けPHS事業は終了した。
- 2021年8月
  - 楽天モバイルは「10分（標準）通話かけ放題」を開始した。標準アプリでもSMSの送信が無料になる。2022年7月1日からは「15分（標準）通話かけ放題」に切り替わった。

### 呼称の変化
日本においてはPHSや第2世代移動通信システム(2G)でSMSサービスが開始された当初は、「文字メッセージ・サービス」（Text messaging Serviceの訳語）と呼んでいたものの、多くの利用者は「ショートメール」・「Cメール」・「スカイメール」・「ロングメール」などのサービス名で呼んでいた。
第3.5世代移動通信システム(3.5G)の途中からはスマートフォンが普及し、iOS・Android・Windows MobileなどのOSでは国際的な呼称の「SMS」を使用していたことから、日本でも次第に「SMS」と呼ばれるようになっていった。
- ドコモは現在（2023年）では、「ショートメッセージサービス（SMS）」と表記[14]。
- auは「SMS（Cメール）」とSMSが先に表記[15]。
- ソフトバンクは「SMS/MMS」と言うサービス名であるが、実際に送るメッセージの名称は「ショートメッセージ」としている。[16]
- 楽天モバイルは、「SMS」と表記[17]。

### 文字数
日本の事業者の字数制限は以下の通り。以下の文字数は、UCS-2のダブルバイト文字を使った場合の表現。
- KDDIでは2017年5月26日からAUからAUへの送信を全角70文字から670文字まで引き上げた。[15]
- NTTドコモでも2017年10月30日からKDDIと同様にドコモ同士は670文字まで引き上げた。[18]
- ソフトバンクでは、開始日は不明だが、ケータイとスマートホンは70文字。iPhoneでは670文字まで送信が可能。受信はケータイとスマートホンでは、現行機種では670文字までの受信は可能。

いずれのキャリアでも、送信時に規定の文字数を超えると、送信できないメッセージが表示される(分割送信できるわけではない）。
料金としては、70文字までは1通分、134文字までは2通分、それ以上の文字数は67文字ごとに1通分として、最大670文字（10通分）として、1通あたり3円がほとんどで、同一キャリアは送信無料のキャリアやプランもある。
絵文字などは4バイト換算のものもある（4バイトは日本語で2文字分）。
受信では、670文字の表示ができない端末で、長文のSMSを受信した場合は、70文字ごとに分割しての受信となる。

### SMS配信サービス
2011年7月13日以前は、事業者間でのSMSはできなかったため、SMSを送信しようとしても、同一事業者なのかを調べる必要があり、利便性がよくなかった。そこで海外電話会社を経由して送信する手法が行われた。
当時は、ソフトバンクモバイルのPHSを除く国内事業者は国際SMSに対応しており、国外事業者とのSMSが可能であった。国外事業者によっては、利用中の国内携帯電話番号を通知しSMSを送れるため、これを経由してNTTドコモの番号を通知してソフトバンクモバイルへ、あるいは逆方向でのSMSを送信できる。この場合、受取側が国外のSMSを拒否する設定になっていても、国内のSMSと認識し、他キャリアのSMSでも送信可能であった。しかし、電話番号を偽装して行う犯罪が横行し、海外事業者から日本の携帯番号を偽装したSMSは、日本の通信事業者に届いた時点で弾くようになった。
現在（2023年時点）では、海外事業者からは日本の番号では送信が出来ない状況だが、送信元をアルファベットで行う事は可能であり、マーケティングや認証コードの送信で、日本の携帯電話でもSMS受信が可能である。
また、日本のSMS配信業者においては、偽装では無く、電話番号の認証を行い、0120や050等の番号でもSMSを送信させることが出来るようになっている。この場合も、マーケティングや認証コードの送信で利用が増えている。

### 日本の各社の比較表
各社とも受信料は無料である。
送信料は、同キャリア内での送信料は無料の場合が多く、他社宛の送信料は有料がほとんどであるが、楽天モバイル（Androidの専用アプリ、追加オプション）とソフトバンク（一部のプラン）では無料送信が可能になっている。
iOSのメッセージアプリでの送受信は、双方iMessageを有効にしている場合はiMessageで送信されるため無料（データ通信料は別途）で、SMS/MMSの送信料はかからない。
| 電話会社                                                       | 機種                                                            | サービス名            | 最大文字数 | 最大文字数 | 国内送信料 （税込）                                                                                         | 国際送信料 （免税） |
| 電話会社                                                       | 機種                                                            | サービス名            | 半角       | 全角       | 国内送信料 （税込）                                                                                         | 国際送信料 （免税） |
| -------------------------------------------------------------- | --------------------------------------------------------------- | --------------------- | ---------- | ---------- | --- | --- |
| 楽天モバイル                                                   |                                                                 |                       |            |            | 3.3円/70文字（全角） Rakuten Linkアプリ Android版もしくは、「15分（標準）通話かけ放題」を使用する場合は無料 | 100円/70文字（全角） 一部の国と地域は無料（Rakuten Linkアプリ Android版もしくは、「15分（標準）通話かけ放題」を使用する場合） |
| NTTドコモ                                                      | 全機種                                                          | SMS（ショートメール） | 160        | 70         | - 3.3円/通                                                                                                  | 50円 |
| KDDI・沖縄セルラー電話（au）                                   | iPhone                                                          | SMS（i）              | 160        | 70         | - 3.3円/通 - 0円/通                                                                                         | 100円 |
| KDDI・沖縄セルラー電話（au）                                   | 2011年夏モデル以降                                              | SMS（Cメール）        | 140        | 70         | - 3.3円/通 - 0円/通                                                                                         | 100円 |
| KDDI・沖縄セルラー電話（au）                                   | 2011年春モデルまで                                              | SMS（Cメール）        | 100        | 50         | - 3.3円/通 - 0円/通                                                                                         | 100円 |
| ソフトバンク                                                   | SoftBankブランド、Y!mobileタイプ1・タイプ3契約                  | SMS                   | 160        | 70         | - 3.3円/通 - 0円/通                                                                                         | 100円 |
| ソフトバンク                                                   | Y!mobileタイプ2契約およびEMOBILE 4G-Sを除く旧イー・アクセス契約 | SMS                   | 160        | 70         | - 3.3円/通 - 2.2円/通 - 0円/通                                                                              | 10円 |
| ソフトバンク                                                   | SMSおよびMNP対応のPHSサービス契約および旧ウィルコムPHS契約      | SMS                   | 160        | 70         | - 3.3円/通 - 0円/通                                                                                         | （非対応） |
| ソフトバンク                                                   | SMSおよびMNP非対応のPHSサービス契約および旧ウィルコムPHS契約    | ライトメール          | 90         | 45         | - 6.6円/通 - 9.9円/通 - 0円/通                                                                              | （非対応） |
| ソフトバンク                                                   | SMSおよびMNP非対応のPHSサービス契約および旧ウィルコムPHS契約    | Pメール               | 20         | 不可       | - 6.6円/通 - 9.9円/通 - 0円/通                                                                              | （非対応） |
| 1. 2. 3. 4. 5. 6. 7. 8. 9. 10. 11. 12. 13. 14. 15. 16. 17. 18. |                                                                 |                       |            |            | | |

## 問題点
SMSでスパムメールを大量に送信する業者がいる。日本では、SMSで出会い系サイトの広告、勧誘が多発したため、「SMS受信を拒否する」などの設定が出来るようになった。世界でも「迷惑SMS」は社会問題化しており、中国では2008年9月現在、工業情報部電信管理局が規制に乗り出そうとしている。また、SMSを利用したフィッシング詐欺（smishing）も問題になっている。
日本国内の通信事業者間では、過去に存在したスカイメールは、ソフトバンク・ツーカー相互に利用できた。また、2011年7月13日よりSMSの事業者間接続が開始された。それ以前はスカイメールを除き、相互にSMSの送受信ができなかったため、各事業者の付与するインターネットメールアドレスを用いたキャリアメールが普及した。しかし、インターネットメールとの相互利用や添付ファイルなどが可能な反面、通信料は比較的高額で、受信側にも料金が発生する。また、通信事業者固有のメールアドレスの利用が一般化したことが、番号ポータビリティの利用を阻害し、事業者の競争が促されない一因となっている。
2011年7月13日より開始されたSMSの事業者間接続でも、無料通信分には含まれるがパケット定額のようには定額料金での利用ができないため、国外ほど安価にはなっていない。各社の同一キャリア内定額通話プランではSMSの送受信も定額の範囲内としている場合が多い。
インターネットオークションやチケット購入サービスなどの際の身元確認の手段として認証コードを携帯電話の番号に基づくSMSを用いて利用者に送付するといった使われ方をすることがあり、その際に身元が確実であっても固定電話での利用者は切り捨てられることになる。
2019年にドコモは同社を騙ったSMSの送信があったと注意を呼びかけた。これは送信元を番号ではなく、アルファベット表記で送信したものである。電話番号の偽装は、国外SMS送信事業者からの送信は、国内通信事業者でフィルタリングするので実質送信は出来なくなっている。国内SMS送信事業者から任意の番号で送る際は、所有確認して行うため、不正を防ぐようにしている。0120や050の番号でのSMSが送られることがあるのは所有確認されているためである。
SMS認証の不正代行事件も発生している。2020年6月には、SMS認証を代行し、第三者に不正にアプリ利用のためのアカウントを取得させるなどしたとして、埼玉県警察が女性を逮捕している。2022年3月には、SMS認証を代行し、フリマアプリなどのアカウントを他人に不正に取得させたとして、京都府警察が男子高校生を書類送検している。